# Plácido Domingo
Pour les articles homonymes, voir Domingo.
José Plácido Domingo Embil, plus connu sous le nom de Plácido Domingo, est un chanteur d'opéra (ténor lirico-spinto), chef d'orchestre et administrateur d'opéra espagnol, né le 21 janvier 1941 à Madrid en Espagne.
Il a enregistré plus d'une centaine d'opéras complets, et il est connu pour sa grande polyvalence. Pouvant chanter en italien, français, allemand, espagnol, anglais ou encore russe, il s'est produit dans les plus prestigieux opéras à travers le monde. Bien qu'étant d'abord considéré comme un ténor spinto-lyrique, particulièrement renommé pour ses interprétations dans Tosca, Carmen, Samson, Pagliacci ou Les Contes d'Hoffmann, il s'est rapidement attaqué à des rôles plus dramatiques, devenant l'Otello le plus acclamé de sa génération. Au début des années 2010, il est retourné vers le répertoire de baryton, celui de ses débuts, notamment dans Simon Boccanegra. Il a joué plus de 150 rôles différents sur scène.
Domingo doit en partie sa renommée mondiale à la série de concerts Les Trois Ténors, trio qu'il a formé avec son compatriote José Carreras et l'Italien Luciano Pavarotti entre 1990 et 2003. Il a aussi connu le succès en enregistrant des titres plus populaires au début des années 1980 avec l'Américain John Denver notamment.

## Biographie
Plácido Domingo est le fils de Pepita Embil Etxaniz, la « Reine de la zarzuela », et de Plácido Domingo Ferrer, également chanteur de zarzuela.
À 18 ans, en 1959, il est auditionné à l'Opéra national de Mexico en tant que baryton. Impressionné, le jury estime cependant qu'il a en réalité une voix de ténor. C'est ainsi que deux ans plus tard, il fait ses débuts à Monterrey avec le rôle d'Alfredo dans La traviata.
Il devient rapidement l'un des principaux et plus célèbres ténors lirico spinto des années 1970-1980. Il chante en italien, français, allemand, espagnol, anglais et russe et possède un répertoire très large. Il s'illustre aussi bien dans le Requiem, La Damnation de Faust, Béatrice et Bénédict, Les Troyens de Hector Berlioz, Samson et Dalila de Camille Saint-Saëns que dans les opéras de Giuseppe Verdi, Giacomo Puccini, Jules Massenet, et plus tard Richard Wagner et Richard Strauss. Il chante pour l'ouverture de l'exposition universelle de Séville en 1992.
Il a formé avec José Carreras et Luciano Pavarotti le groupe médiatique des Trois Ténors.
Au cinéma, il interprète notamment le rôle de Don José dans Carmen de Francesco Rosi ou d'Otello dans le film de Franco Zeffirelli.
Depuis quelques années, Plácido Domingo est revenu, pour la première fois depuis sa jeunesse, au répertoire de baryton en incarnant le rôle titre de Simon Boccanegra, le 24 octobre 2009 sur la scène du Staatsoper Unter den Linden de Berlin sous la direction de Daniel Barenboïm, rôle qu'il reprend le 18 janvier 2010 sur la scène du Metropolitan Opera sous la direction de James Levine. Il a également chanté le rôle titre de Rigoletto (après avoir incarné à de nombreuses reprises le Duc) pour la retransmission télévisée en direct de l'opéra depuis Mantoue les 4 et 5 septembre 2010.
Artiste complet, il est aussi chef d'orchestre. Sous sa direction, dans le cadre de la Waldbühne 2001, l'Orchestre philharmonique de Berlin a proposé un concert de musique espagnole. L'occasion d'entendre la célèbre Fantaisie sur des thèmes de Carmen de Georges Bizet de Pablo de Sarasate, avec la violoniste Sarah Chang en soliste, ou des airs de zarzuela chantés par Ana María Martínez. Il a aussi dirigé l'Orchestre symphonique de Montréal le 8 novembre 2005. En 2008, il dirige la création mondiale de l'opéra The Fly au théâtre du Châtelet.
Il est, depuis 1996, directeur artistique de l'Opéra national de Washington, implanté au Kennedy Center. En 1998, il est également nommé directeur artistique de l'Opéra de Los Angeles, puis directeur général depuis 2003.
Le 23 septembre 2010, il crée le rôle de Pablo Neruda dans l'opéra Il postino de Daniel Catán, dans une production reprise en décembre 2010 au Theater an der Wien et en juin 2011 au théâtre du Châtelet.
Le 21 janvier 2011, il fête ses 70 ans lors d'un grand gala au Teatro Real de Madrid dirigé par James Conlon, où sont invités à se produire de nombreux chanteurs célèbres tels qu'Angela Gheorghiu, Juan Pons ou Angela Denoke.
Le 31 décembre 2011, il crée le rôle de Neptune dans le pasticcio The Enchanted Island au Metropolitan Opera.
Fan du Real Madrid, pour le 32e titre du Real en Liga le 13 mai, il chante devant plus de 80 000 personnes au Santiago Bernabéu l'hymne du Real Madrid.
Le 11 juillet 2014, la veille de la finale de la Coupe du monde de football à Rio de Janeiro, Plácido Domingo accompagné du pianiste Lang Lang, de la soprano Ana Maria Martinez et de l'Orchestre symphonique du Brésil dirigé par Eugene Kohn, donne un concert à l'Arena HSBC de Rio de Janeiro.
Plácido Domingo est directeur général de l’Opéra de Los Angeles depuis 2003 ; il est reconduit en 2014 pour cinq ans, jusqu’au terme de la saison 2018-2019.
Le 28 mars 2020, il est hospitalisé à Acapulco au Mexique après avoir été testé positif au Covid-19.

## Accusations de harcèlement sexuel
Le 13 août 2019, Plácido Domingo est accusé de harcèlement sexuel par neuf femmes (par communiqué de presse auprès d'Associated Press), chanteuses et danseuses. Toutes, sauf une, Patricia Wulf, sont restées anonymes. Les faits se seraient produits il y a une trentaine d'années. À la suite de ces accusations, l'Opéra de Los Angeles indique mener une enquête par l'intermédiaire d'un avocat et Domingo est suspendu à titre conservatoire.
En réaction, Domingo déclare que ces allégations sont « inexactes » mais a ultérieurement présenté ses excuses pour la « souffrance causée » sans pour autant reconnaître formellement les allégations. 
Ces accusations ont été portées uniquement aux États-Unis dans le contexte tumultueux de l’affaire Weinstein et n'ont connu aucune suite juridique. Plácido Domingo a annulé certaines de ses prestations aux États-Unis mais a continué à se produire dans le reste du monde.
Fin septembre 2019, il renonce à se produire au Metropolitan Opera de New York, puis en octobre 2019, il démissionne de son poste de directeur général de l'Opéra de Los Angeles.

## Prix et distinctions

### Prix
- 1983 : Médaille d'or du mérite des beaux-arts du ministère de l'Éducation, de la Culture et des Sports[13] (Espagne)
- 1991 : Prix Prince des Asturies en arts
- 2000 : Grand prix Antoine Livio de la Presse musicale internationale[14]
- 2012 : Prix Wolf en art
- 2013 : Praemium Imperiale dans la catégorie musique

### Honneurs

#### Espagnols
- Grand-croix de l'ordre d'Isabelle la Catholique
- Grand-croix de l'ordre du Mérite civil d'Espagne
- Grand-croix de l'ordre d'Alphonse X le Sage

#### Étrangers
- Kennedy Center Honors (2000)
- Chevalier grand-croix de l'ordre du Mérite de la république italienne (1997) ; grand officier en 1991
- Grand-croix de l'ordre de l'Infant Dom Henri ( Portugal, 1998)
- Commandeur de l'ordre du Mérite culturel ( Monaco, 1999)
- Médaille présidentielle de la Liberté ( États-Unis, 2002
- Chevalier commandeur honoraire de l'ordre de l'Empire britannique ( Royaume-Uni, 2002)
- Ordre de l'Amitié ( Russie, 2011)
- Commandeur de la Légion d'honneur ( France, 2002)[15].
- Commandeur de l'ordre des Arts et des Lettres
- Chevalier de l'ordre national du Cèdre ( Liban)
- Grand-croix de l'ordre de l'Instruction publique ( Portugal)
- Croix d'honneur des sciences et des arts, 1ère classe ( Autriche)
- Plaque de l'ordre de l'Aigle aztèque ( Mexique)
- Lauréat du Praemium Imperiale ( Japon, 2013)
- Le 21 novembre 2012, Plácido Domingo est nommé[16] ambassadeur de bonne volonté de l'UNESCO au cours d'une cérémonie officielle à Paris, « en reconnaissance de sa carrière artistique exceptionnelle, de son inestimable soutien à la promotion des jeunes talents de l'opéra, à travers la compétition Opéralia, et pour son attachement aux idéaux et valeurs de l'Organisation ». Au cours de son discours, il fait part de sa volonté d'introduire l'apprentissage de la musique dans les écoles et le besoin de faire découvrir la musique classique aux enfants.
- En mai 2014, il est fait « Professor » par le chancelier autrichien Werner Faymann[17].

## Discographie sélective
Plácido Domingo a enregistré en disque une grande partie des rôles de ténor du répertoire de l'opéra.

### Opéras

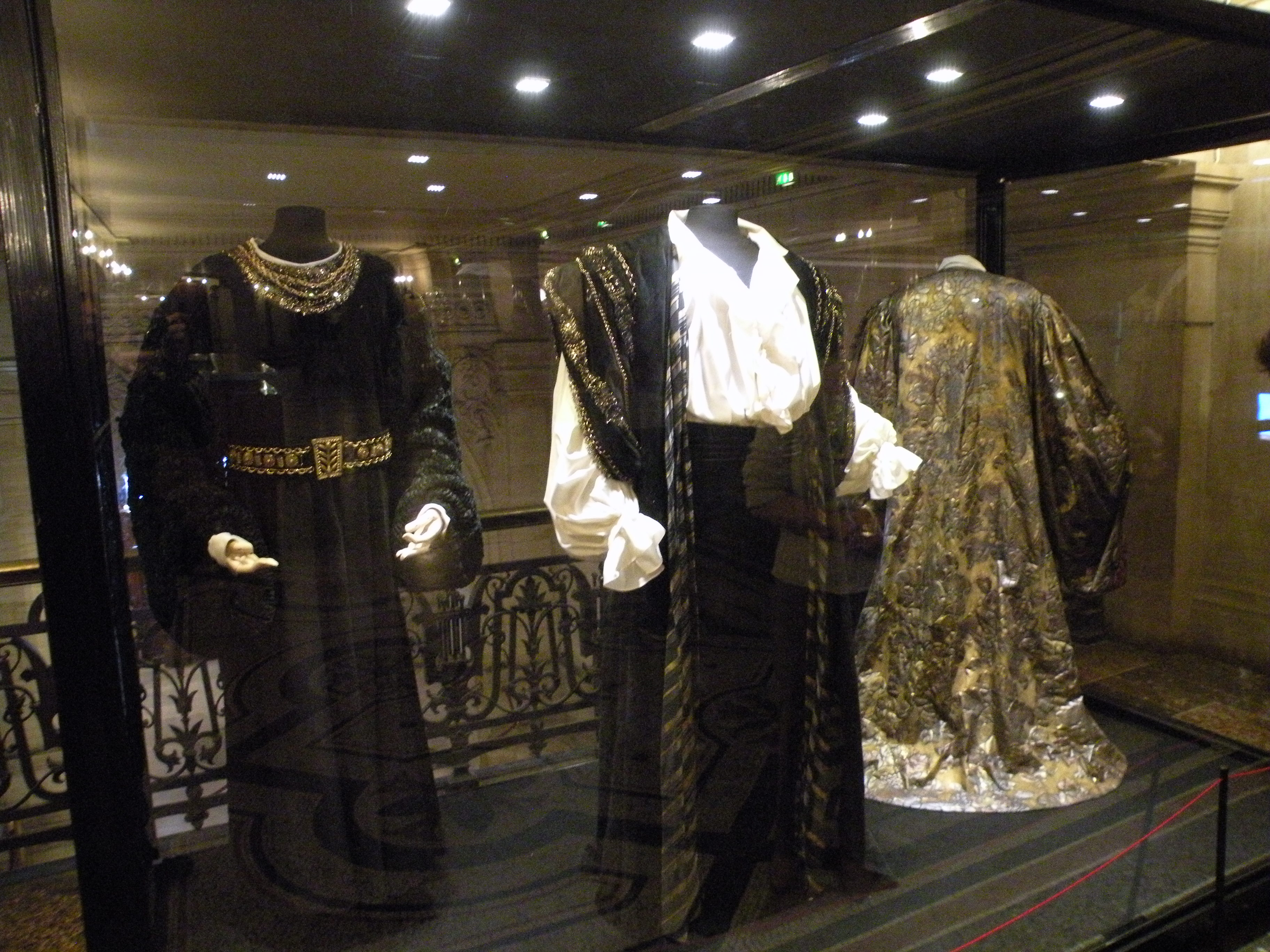
Costume d'Otello porté par Placido Domingo.

Liste établie à partir du site Ôlyrix :
- Le Cid de Jules Massenet en 1976, aux côtés de Grace Bumbry
- La Navarraise de Jules Massenet en 1975, aux côtés de Marilyn Horne
- Tosca de Puccini en 1992, dans le rôle de Mario Cavaradossi, avec Catherine Malfitano.
- La Traviata de Verdi, dans le rôle d'Alfredo, aux côtés de Teresa Stratas.
- Don Carlos de Verdi en 1971, aux côtés de Montserrat Caballé, Shirley Verrett, Ruggero Raimondi, Sherrill Milnes, sous la direction de Carlo Maria Giulini
- Don Carlos de Verdi en 1985, aux côtés de Katia Ricciarelli, Lucia Valentini Terrani, Leo Nucci, Ruggero Raimondi, Nicolai Ghiaurov sous la direction de Claudio Abbado
- Il Trovatore de Verdi en 1978, aux côtés de Piero Cappuccilli, Raina Kabaiwanska, Fiorenza Cossotto, sous la direction de Herbert von Karajan
- Il Trovatore de Verdi en 1984, aux côtés de Giorgio Zancanaro, Rosalind Plowright, Brigitte Fassbaender, sous la direction de Carlo Maria Giulini
- Les Troyens de Berlioz, Tatiana Troyanos (Didon), Jessye Norman (Cassandre), Placindo Domingo (Enée), Allan Monk (Chorèbe), Paul Plishka (Narbal), Jocelyne Taillon (Anna), Metropolitan Opera, Chorus and Ballet, Dir. James Levine, mise scène Fabrizio Melano. 2 DVD Deutsche Grammophon 1983 report 2007.
- Carmen de Bizet en 1980, dans le rôle de Don José sous la direction de Pierre Dervaux.
- Carmen de Bizet en 1977, dans le rôle de Don José, aux côtés de Teresa Berganza, Sherrill Milnes, sous la direction de Claudio Abbado
- Carmen de Bizet en 1983, dans le rôle de Don José, aux côtés de Julia Migenes, Ruggero Raimondi, sous la direction de Lorin Maazel
- Les Pêcheurs de perles de Bizet, dans le rôle de Zurga, sous la direction de Carlo Maria Giulini en 2007.
- La Bohème de Puccini, dans le rôle de Rodolfo.
- Pagliacci, de Ruggerro Leoncavallo, dans le rôle de Canio, un de ses plus grands rôles. L'interprétation sous la direction de Georges Prêtre, réalisée pour l'adaptation cinématographique de Pagliacci par Franco Zeffirelli, a été publiée chez Philips Classics en 1984.
- Samson et Dalila de Camille Saint-Saëns, dans le rôle de Samson sous la direction de James Levine.
- Tristan und Isolde de Richard Wagner, dans le rôle de Tristan, sous la direction d'Antonio Pappano. Le magazine Gramophone a choisi cette interprétation comme référence pour cet opéra[19].
- Lakmé, de Léo Delibes, dans le rôle de Gérald, aux côtés de Ileana Cotrubas, Nicolai Ghiaurov, sous la direction de Claudio Abbado
- La Wally, de Catalani, dans le rôle de Giuseppe Hagenbach, aux côtés de Katia Ricciarelli, Leo Nucci, sous la direction de Carlo Maria Giulini
- Marina, de Emilio Arrieta, dans le rôle de Jorge, aux côtés de Kiri Te Kanawa, Thomas Hampson, Samuel Ramey, sous la direction de James Levine
- Médée, de Luigi Cherubini, dans le rôle de Jason, aux côtés de Mirella Freni, Agnes Baltsa, José van Dam, sous la direction de Herbert von Karajan

## Filmographie
- Madame Butterfly de Jean-Pierre Ponnelle (1974)
- Tosca de Gianfranco De Bosio (1976)
- La traviata de Franco Zeffirelli (1983)
- Carmen de Francesco Rosi (1984)
- Otello de Franco Zeffirelli (1986)
- Les Troyens de Fabrizio Melano
- La otra conquista de Salvador Carrasco (production exécutive)